# Arnold Cassola
Arnold Cassola (Sliema, 21 novembre 1953) è un politico e storico maltese naturalizzato italiano.
Insegna maltese e letterature comparate all'Università di Malta. È autore e curatore di vari libri e saggi accademici.

## Biografia
Ha conseguito due lauree, la prima in lingue all'Università di Malta e la seconda in lettere (percorso italianistico) in quella di Pisa. Dopo essersi perfezionato a Urbino, ha insegnato presso l'Università di Catania (1981-83) e a La Sapienza di Roma (1983-88), per poi passare all'Università di Malta.
Nel 1989 è stato cofondatore del partito di Alternativa Democratica (Alternattiva Demokratika - The Green Party).
Dal 1990 al 1997 è stato delegato del Partito Verde Europeo e nel 1994 è stato eletto consigliere comunale a Swieqi (Malta).
Nel 1999 è diventato il primo maltese a ricoprire una carica all'Unione Europea: eletto Segretario Generale del Partito Verde Europeo, con base a Bruxelles, ha mantenuto questa posizione fino al 2006.
Oltre all'Italia e al Belgio ha vissuto a Malta, e in Svizzera, dove ha insegnato a figli di italiani.
Nel 2005 è stato osservatore elettorale dell'Unione europea in Burundi.
Alle elezioni politiche del 2006 è stato eletto alla Camera dei deputati come candidato de l'Unione, rappresentando gli italiani che risiedono all'estero (nella ripartizione Europa) con 19.192 preferenze.
Ha presentato varie interpellanze parlamentari, tra le quali quella sull'operato del NARIC italiano, l'agenzia EU incaricata del riconoscimento dei titoli stranieri e della promozione delle lauree italiane all'estero.
È inoltre saggista autore di monografie su personaggi significativi dell'isola natale, come Giovan Francesco Buonamico, e di articoli sulla storia maltese.
Nel luglio 2008, Cassola è stato eletto presidente di Alternativa Democratica dopo le dimissioni di Harry Vassallo. Alle seconde elezioni per il Parlamento europeo svoltesi a Malta nel 2009, Cassola si è nuovamente candidato insieme ad un'altra candidata del partito, Yvonne Ebejer Arqueros. Questa volta il partito ha ottenuto solo il 2,34% dei voti. A causa del risultato, Cassola si è dimesso da presidente di partito.
Tuttavia, è rimasto attivo nel partito un portavoce e ha partecipato senza successo alle elezioni del 2013. Il presidente del partito Michael Briguglio ha rassegnato le dimissioni dopo questa elezione e Cassola è stato eletto di nuovo come presidente del partito fino a quando non si è dimesso nel 2017.
Cassola ha lasciato Alternativa Democratica nel febbraio 2019, a causa di divergenze tra lui e il comitato esecutivo sulla questione dell'aborto.
Cassola si è candidato indipendente alle elezioni del Parlamento europeo del 2024. La sua campagna, iniziata solo negli ultimi 21 giorni della campagna elettorale, riuscendo a guadagnare 12.706 voti . Nonostante non sia stato eletto, Cassola ha celebrato il risultato come il miglior risultato ottenuto da un candidato indipendente in 103 anni e ha avviato il processo di formazione di un partito di centro-sinistra verde.
Il 17 gennaio 2025 Arnold Cassola ha lanciato un nuovo partito politico chiamato Momentum. Il partito mira ad affrontare questioni quali la corruzione e l'ambiente.

## Percorso politico
- 1989 - cofondatore di Alternativa Democratica
- 1990-1997 - delegato al Partito Verde Europeo
- 1994 - eletto per i Verdi al Consiglio Comunale di Swieqi, Malta
- 1997 - eletto membro del Comitato Esecutivo del Partito Verde Europeo
- 1999 - eletto Segretario Generale del "Partito Verde Europeo" (PVE)
- 2001-2003 - eletto uno dei tre rappresentanti europei sul "Coordinamento dei Global Greens"
- 2003-2006 - rieletto uno dei tre rappresentanti europei sul "Coordinamento dei Global Greens"
- 2003 - nominato Cavaliere della Repubblica Italiana dal Presidente della Repubblica, Carlo Azeglio Ciampi
- 2003 - rieletto Segretario Generale del PVE
- 2004 - 9,4% di preferenze alle elezioni al Parlamento europeo, in quanto candidato dei Verdi maltesi
- 2005 - Osservatore elettorale dell'Unione europea in Burundi
- Dal 1998 (in carica) direttore dell'organo ufficiale dei Verdi Europei, "Green Update" (Bruxelles)

## Pubblicazioni
- The Biblioteca Vallicelliana - Regole per la lingua maltese (1992)
- Il Mezzo Vocabolario Maltese-Italiano del '700 (1996)
- (EN) The 1565 Ottoman Malta Campaign Register (1998)
- L'italiano di Malta (1998)
- (EN) The 1565 Great Siege of Malta and Hipólito Sans's La Maltea (1999)
- (EN) The Literature of Malta: an example of Unity in Diversity (2000)
- (ES) El Gran Sitio de Malta 1565 (2002)
- Francesco Vella (2003)
- Garibaldi, Capuana, Rizzo - due italiani a Malta, un italo-maltese a Tunisi (2007)
- (EN) Giovan Francesco Buonamico (2012)
- I Maltesi di Trapani (1419 - 1455) (2015)